# Krytno
Krytno (deutsch Kritten) ist ein Dorf in der Woiwodschaft Westpommern in Polen. Es gehört zur Gemeinde Polanów (Pollnow) im Powiat Koszaliński (Köslin).

## Geographische Lage
Krytno liegt an einer Nebenstraße, die von Sianów (Zanow) an der Landesstraße 6 über Ratajki (Ratteick) nach Nadbór (Nadebahr) und weiter nach Polanów führt. Der Ort in teils ebenem, teils hügeligen Gelände ist von den Nachbardörfern Sowno (Alt Zowen) im Norden, Sowinko (Neu Zowen) im Westen, Nacław (Natzlaff) und Nadbór (Nadebahr) im Süden sowie Bukowo (Wendisch Buckow) im Osten umgeben. 
Vor 1945 war das vier Kilometer entfernte Nadebahr Bahnstation an der Kleinbahnstrecke Köslin–Natzlaff–Pollnow der Schlawer Bahnen.

## Ortsname
1784 wird der Name Krütten genannt, der ein früheres Dorf an gleicher Stelle bezeichnet. Ab dem 19. Jahrhundert findet sich der Name Kritten, der sich heute in der polnischen Namensgebung Krytno wiederfindet. Der Namensursprung könnte im slawischen Kryty liegen.

## Geschichte
Das 1784 erwähnte Krütten war im Dreißigjährigen Krieg untergegangen und die Ländereien wohl von der Gutsherrschaft in Alt Zowen eingezogen. In der Mitte des 19. Jahrhunderts entstand Kritten neu als ein Vorwerk von Alt Zowen. Das Gut Kritten gehörte 1855 einem Otto Limann aus Hamburg, der es seinem Schwiegersohn Karl Eccardt übergab. Nach ihm besaßen es die Familien von Gottberg, Balser, von Bülow und Pieper. 
Anfang der 1930er Jahre wurde das Gut aufgesiedelt. Viele der Siedler kamen aus der Provinz Posen und der Provinz Westpreußen, deren Land nach dem Ersten Weltkrieg an Polen gefallen war.
Zu Beginn des 20. Jahrhunderts umfasste das Gut Kritten eine Fläche von über 450 Hektar. Damals lebten hier 88 Einwohner, 1925 waren es bereits 112 Einwohner. Kritten wurde dann ein Teil der Gemeinde Alt Zowen im Amtsbezirk Zowen im Landkreis Schlawe i. Pom. im Regierungsbezirk Köslin.
Nach dem Zweiten Weltkrieg kam Kritten zu Polen und erhielt den polnischen Ortsnamen Krytno. Heute bildet es einen Teil der Gmina Polanów im Powiat Koszaliński in der Woiwodschaft Westpommern. Bis 1998 gehörte es zu der damaligen Woiwodschaft Köslin.

## Kirche

### Evangelische Kirche
Kritten gehörte vor 1945 mit Alt Zowen, Friedensdorf und Neu Zowen zur evangelischen Kirchengemeinde Zowen, die ihrerseits eine Filialgemeinde im Kirchspiel Kösternitz war. Es lag im Kirchenkreis Köslin der Kirchenprovinz Pommern der Kirche der Altpreußischen Union. Letzter deutscher Geistlicher war Pfarrer Wilhelm Schubring.
Heute gehört das Dorf zum Pfarramt Koszalin (Köslin) in der Diözese Pommern-Großpolen der Evangelisch-Augsburgischen Kirche in Polen.

### Katholische Kirche
Die Bevölkerung des Dorfs ist heute überwiegend katholisch. Sie ist Teil der katholischen Filialgemeinde Kościernica (Kösternitz) in der Pfarrei Szczeglino im Bistum Koszalin-Kołobrzeg (Köslin-Kolberg). 

## Schule
Von 1936 bis 1945 gab es in Kritten eine einklassige Schule, deren Leiter die Lehrer Sonnemann und Quade waren.